# Тунтутулиак (Аљаска)
Тунтутулиак (енгл. Tuntutuliak) насељено је место без административног статуса у америчкој савезној држави Аљаска.

## Демографија
По попису из 2010. године број становника је 408, што је 38 (10,3%) становника више него 2000. године.
| Група             | 2000.    | 2010.     |
| Белци             | 3 (0,8%) | 12 (2,9%) |
| Афроамериканци    | 0 (0,0%) | 0 (0,0%)  |
| Азијати           | 0 (0,0%) | 0 (0,0%)  |
| Хиспаноамериканци | 3 (0,8%) | 0 (0,0%)  |
| Укупно            | 370      | 408       |